# Xã Marshfield, Quận Lincoln, Minnesota
Xã Marshfield (tiếng Anh: Marshfield Township) là một xã thuộc quận Lincoln, tiểu bang Minnesota, Hoa Kỳ. Năm 2010, dân số của xã này là 242 người.